# Gruppo Sportivo Littorio Rivarolo 1940-1941
Questa voce raccoglie le informazioni riguardanti il Gruppo Sportivo Littorio Rivarolo nelle competizioni ufficiali della stagione 1940-1941.

## Rosa
| N. |                   | Ruolo | Calciatore        |
| -- | ----------------- | ----- | ----------------- |
|    | Italia (bandiera) | D     | Lionello Amelotti |
|    | Italia (bandiera) | C     | Ernesto Bertuccio |
|    | Italia (bandiera) | A     | Manlio Boffardi   |
|    | Italia (bandiera) | A     | Bruno Borri       |
|    | Italia (bandiera) | C     | G. Bruzzone       |
|    | Italia (bandiera) | C     | Carlo Canepa      |
|    | Italia (bandiera) | A     | Adolfo Carbone    |
|    | Italia (bandiera) | A     | A. Casali         |
|    | Italia (bandiera) | D     | Luigi Castello    |
|    | Italia (bandiera) | A     | Giovanni Costa    |
|    | Italia (bandiera) | A     | Angelo Dagnino    |
|    | Italia (bandiera) | D     | Gerolamo Delpino  |
|    | Italia (bandiera) | A     | Mario Gatti       |

| N. |                   | Ruolo | Calciatore        |
| -- | ----------------- | ----- | ----------------- |
|    | Italia (bandiera) | C     | W. Gottfried      |
|    | Italia (bandiera) | A     | Giovanni Grossi   |
|    | Italia (bandiera) | A     | Ernesto Guarnieri |
|    | Italia (bandiera) | C     | Rodi Lodi         |
|    | Italia (bandiera) | P     | Adriano Molinari  |
|    | Italia (bandiera) | P     | Domenico Patrone  |
|    | Italia (bandiera) | A     | Giovanni Pesce    |
|    | Italia (bandiera) | C     | Ivo Poggi         |
|    | Italia (bandiera) | P     | Wulbran Santi     |
|    | Italia (bandiera) | P     | Flavio Smeraldi   |
|    | Italia (bandiera) | D     | Edilio Solari     |
|    | Italia (bandiera) | A     | Giovanni Spinelli |
|    | Italia (bandiera) | C     | Virginio Terragno |